# Петров, Иван Алексеевич (генерал-майор)
Ива́н Алексе́евич Петро́в (14 (26) ноября 1898, Санкт-Петербург — 8 октября 1958, Ленинград) — советский военный моряк, генерал-майор береговой службы (21.05.1941).

## Биография
Родился 14(26).11.1898, в Санкт-Петербурге. Из крестьян.
Участник Гражданской войны.
С 1918—1919 — красноармеец, инструктор отряда особого назначения, помощник командира батареи на Северо-Западном фронте.
Окончил 1-е Моск. курсы тяжелой артиллерии (1920). С 1920 — командир взвода на Юго-Западном фронте. Командир взвода, форта, в 1921—1924 — начальник учебной команды, помощник командира батареи 1-й артиллерийской бригады крепости Кронштадт. Окончил курсы усовершенствования начальствующего состава артиллерии РККА (1925). С 1925 — командир батареи и политрук.
С 1929 — командир дивизиона и комиссар, в 1933—1935 — начальник 1-го отряда штаба Кронштадтского укрепленного района Береговой обороны Балтийского флота.
Окончил особый курс Военно-морскую академию имени К. Е. Ворошилова (1938). С июля 1938 — комендант Мурманского укрепленного района, с июля 1940 — начальник гарнизона г. Полярный СФ.
Участник Великой Отечественной войны, обороны Советского Заполярья. 21.05.1941 — присвоено звание Генерал-майора береговой службы.
С 1942 — начальник 5-го отдела штаба ТОФ. С 1943 — начальник штаба Береговой обороны Главной воен.-мор. базы, комендант Владивостокского сектора БО. С 1945 — БО Владивостокского морского оборонительного р-на. Участник Советско-японской войны 1945 года. С 1946 — комендант БО Сахалинской военной флотилии ТОФ, с 1947 — начальник БО Главной базы 7-го ВМФ.
С 1949 — в отставке. Умер 1958, похоронен на Благовещенском кладбище.

## Награды
- Орден Ленина (1945)
- Орден Красного Знамени (1944, 1945, 1948)
- Орден Отечественной войны I ст. (1945)
- «XX лет Рабоче-Крестьянской Красной Армии»
- «За оборону Советского Заполярья» (1945)
- «За Победу над Германией в Великой Отечественной войне 1941—1945 гг.»